# Бокс с кенгуру
«Бокс с кенгуру» — немой короткометражный документальный фильм Макса Складановского. Фильм снят в цирке Батча. Первая премьера состоялась в Германии 2 ноября 1895 года.

## В ролях
- Мистер Делавэр — боксёр.

## Сюжет
В фильме показан кенгуру, дерущийся с мужчиной.

## Художественные особенности
От фильма сохранилось 18 футов плёнки (5 метров).